# Саут-Форк (Колорадо)
Саут-Форк (англ. South Fork) — місто (англ. town) в США, в окрузі Ріо-Гранде штату Колорадо. Населення — 510 осіб (2020).

## Географія
Саут-Форк розташований за координатами 37°40′9″ пн. ш. 106°38′36″ зх. д. / 37.66917° пн. ш. 106.64333° зх. д. (37.669091, -106.643352).  За даними Бюро перепису населення США в 2010 році місто мало площу 6,41 км², з яких 6,41 км² — суходіл та 0,00 км² — водойми.

## Демографія
Згідно з переписом 2010 року, у місті мешкало 386 осіб у 177 домогосподарствах у складі 131 родини. Густота населення становила 60 осіб/км².  Було 596 помешкань (93/км²).
Расовий склад населення:
| - 94,6 % — білих - 0,5 % — корінних американців - 0,5 % — чорних або афроамериканців - 0,5 % — азіатів - 0,3 % — вихідців з тихоокеанських островів - 1,8 % — осіб інших рас |

До двох чи більше рас належало 1,8 %. Частка іспаномовних становила 7,8 % від усіх жителів.
За віковим діапазоном населення розподілялося таким чином: 15,3 % — особи молодші 18 років, 59,8 % — особи у віці 18—64 років, 24,9 % — особи у віці 65 років та старші. Медіана віку мешканця становила 53,8 року. На 100 осіб жіночої статі у місті припадало 99,0 чоловіків;  на 100 жінок у віці від 18 років та старших — 98,2 чоловіків також старших 18 років.
Середній дохід на одне домашнє господарство  становив 56 121 долар США (медіана — 39 044), а середній дохід на одну сім'ю — 62 007 доларів (медіана — 46 250). За межею бідності перебувало 19,5 % осіб, у тому числі 34,8 % дітей у віці до 18 років та 0,0 % осіб у віці 65 років та старших.
Цивільне працевлаштоване населення становило 177 осіб. Основні галузі зайнятості: мистецтво, розваги та відпочинок — 32,8 %, будівництво — 13,0 %, освіта, охорона здоров'я та соціальна допомога — 12,4 %.